# Біннінген
Біннінген (нім. Binningen) — місто  в Швейцарії в кантоні Базель-Ланд, округ Арлесгайм.

## Географія
Місто розташоване на відстані близько 70 км на північ від Берна, 14 км на північний захід від Лісталя.
Біннінген має площу 4,5 км², з яких на 71,4% дозволяється будівництво (житлове та будівництво доріг), 21% використовуються в сільськогосподарських цілях, 7,1% зайнято лісами, 0,4% не є продуктивними (річки, льодовики або гори).

## Демографія
2019 року в місті мешкало 15 793 особи (+7,3% порівняно з 2010 роком), іноземців було 27,3%. Густота населення становила 3541 осіб/км².
За віковим діапазоном населення розподілялося таким чином: 18,9% — особи молодші 20 років, 57,4% — особи у віці 20—64 років, 23,7% — особи у віці 65 років та старші. Було 7334 помешкань (у середньому 2,1 особи в помешканні).
Із загальної кількості 5964 працюючих 13 було зайнятих в первинному секторі, 466 — в обробній промисловості, 5485 — в галузі послуг.